# Joliot-Curie (cratère)
Pour les articles homonymes, voir Joliot-Curie.
Joliot-Curie est le nom d'un cratère d'impact présent sur la surface de Vénus.
Le cratère a ainsi été nommé par l'Union astronomique internationale en 1991 en hommage à la physicienne et chimiste française Irène Joliot-Curie.
Son diamètre est de 91,1 km. Il se situe dans la région du quadrangle d'Ix Chel Chasma (quadrangle V-34).